# 吉川修司
吉川 修司（よしかわ しゅうじ、1984年9月17日 - ）は、2018年現在トップチャレンジリーグの近鉄ライナーズに所属するラグビー選手。

## プロフィール
- 大阪府出身。
- ポジションはセンター(CTB)。
- 身長 182cm、体重 92kg
- ニックネームはシュウジ。
- U19日本代表に選ばれたことがある[1]。
- 関西代表に選ばれたことがある[2]

## 来歴
2003年、関西創価高校卒業後、近畿大学に入る。なお関西創価高校時代、高校日本代表に選ばれたことがある。
2007年、近畿大学卒業後、近鉄ライナーズに加入。
2014年、近鉄ライナーズのBKリーダーに就任した。